# سالادو (آریزونا)
سالادو (به انگلیسی: Salado) یک منطقهٔ مسکونی در ایالات متحده آمریکا است که در آریزونا واقع شده‌است. سالادو ۱٬۷۸۷ متر بالاتر از سطح دریا واقع شده‌است.